# Sudamerlycaste lata
Sudamerlycaste lata là một loài thực vật có hoa trong họ Lan. Loài này được (Rolfe) Archila mô tả khoa học đầu tiên năm 2002.